# ゴゴイチ!
『ゴゴイチ!』は、2008年4月5日から2009年3月21日まで宮崎放送（MRTテレビ）で毎週土曜 12:00 - 13:00に放送されていた生放送のローカルワイド番組。

## 主なコーナー
宮崎県内の話題を中心に展開する内容である。
- ゲキロン! - 司会の川野武文とレギュラー陣が最近のニュース等をバトルトークで展開。
- ピカイチ! - 今をときめく人物にスポットを当てる。
- 県内中継
- 伸吾ひとりで調査隊 - 早川伸吾があらゆる疑問に答える。
- コドモドコ
- ふるさと検定 - 視聴者に宮崎に関するクイズを出題。
- 伸吾30番勝負- 早川が県内30市町村を自転車で周る。

## 年表
- 2008年4月5日 - 番組開始。初回は2時間放送。
- 2008年7月26日 - 『Action-e ゴゴイチ環境SP』と題して5時間半の拡大スペシャルを実施[1]。宮崎放送アナウンサー・粉川真一（落語家・立川らく生）が進行役の大喜利コーナーがあり、川野、高瀬みち子を始め、宮崎在住の落語家がネタを披露した。
- 2008年8月 - 宮崎県総合運動公園でa-nationが開催されるのに伴い、「a-nationへの道」企画を実施。竹内真理が参加。猛練習の末ダンスオーディションに合格となり、バックダンサーとしてステージに立つ。TRFのSAMから絶賛を受けた。
- 2009年3月21日 - 最終回として総集編を放送。

その他、「できちゃった結婚」をした夫婦が番組企画で結婚式を行う企画もあった。

## 出演者

### 司会
- 川野武文（当時宮崎放送アナウンサー）
- 竹内真理（当時宮崎放送アナウンサー）

### レギュラー
- 早川伸吾
- 政所知子
- 野田俊一郎（気象予報士）